# سالیف کیتا
سالیف کیتا (انگلیسی: Salif Keita؛ زادهٔ ۲۵ اوت ۱۹۴۹) یک خواننده پاپ آفریقایی و ترانه‌سرای اهل مالی است. او نه تنها به دلیل شهرتش به عنوان «صدای طلایی آفریقا»، بلکه به دلیل داشتن آلبینیسم مورد توجه است. وی عضو خانواده سلطنتی کیتا از مالی است.
از فیلم‌هایی که وی در آن نقش داشته‌است می‌توان به فیلم موسیقی بلوز اشاره کرد.